# Fulda (Minnesota)
Fulda é uma cidade localizada no estado americano de Minnesota, no Condado de Murray.

## Demografia
Segundo o censo americano de 2000, a sua população era de 1283 habitantes.
Em 2006, foi estimada uma população de 1256, um decréscimo de 27 (-2.1%).

## Geografia
De acordo com o United States Census Bureau tem uma área de
2,7 km², dos quais 2,5 km² cobertos por terra e 0,2 km² cobertos por água. Fulda localiza-se a aproximadamente 464 m acima do nível do mar.

## Localidades na vizinhança
O diagrama seguinte representa as localidades num raio de 20 km ao redor de Fulda.